# Artemisa (prowincja)
Artemisa – jedna z prowincji Kuby. Jednostka została utworzona 1 stycznia 2011 roku na mocy decyzji Zgromadzenia Narodowego Władzy Ludowej z 1 sierpnia 2010 roku nt. podziału prowincji Hawana i zmiany granic prowincji Pinar del Río. Prowincja składa się z 8 gmin z zachodniej części byłej prowincji Hawana i 3 gmin ze wschodniej części prowincji Pinar del Río. Stolicą i największym miastem prowincji jest Artemisa.
Ludność zajmuje się głównie uprawą owoców, ziemniaków, ryżu, warzyw, trzciny cukrowej oraz pracą w przemyśle budowlanym i spożywczym.
| Gmina                    | km²      | Populacja |
| ------------------------ | -------- | --------- |
| Mariel                   | 270,85   | 44.786    |
| Guanajay                 | 110,26   | 28.750    |
| Caimito                  | 239,4    | 39.304    |
| Bauta                    | 155,13   | 48.024    |
| San Antonio de los Baños | 126,37   | 49.942    |
| Güira de Melena          | 199,22   | 39.821    |
| Alquízar                 | 194,36   | 32.501    |
| Artemisa                 | 688,7    | 82.917    |
| Bahía Honda              | 784,14   | 45.124    |
| Candelaria               | 301,42   | 20.283    |
| San Cristóbal            | 934,4    | 70.940    |
| Razem                    | 4.004,27 | 502.392   |